# Dissakisita-(Ce)
La dissakisita-(Ce) és un mineral de la classe dels silicats, que pertany al grup de l'al·lanita. Rep el nom del grec per a "dues vegades més", en ser el segon anàleg de magnesi de l'al·lanita descrit.

## Característiques
La dissakisita-(Ce) és un element químic de fórmula química {CaCe}{Al₂Mg}(Si₂O₇)(SiO₄)O(OH). Va ser aprovada com a espècie vàlida per l'Associació Mineralògica Internacional l'any 1990. Cristal·litza en el sistema monoclínic. La seva duresa a l'escala de Mohs es troba entre 6,5 i 7.
Segons la classificació de Nickel-Strunz, la dissakisita-(Ce) pertany a «09.B - Estructures de sorosilicats amb grups barrejats de SiO₄ i Si₂O₇; cations en coordinació octaèdrica [6] i major coordinació» juntament amb els següents minerals: al·lanita-(Ce), al·lanita-(La), al·lanita-(Y), clinozoisita, dol·laseïta-(Ce), epidota, epidota-(Pb), khristovita-(Ce), mukhinita, piemontita, piemontita-(Sr), manganiandrosita-(La), tawmawita, manganipiemontita-(Sr), ferrial·lanita-(Ce), clinozoisita-(Sr), manganiandrosita-(Ce), dissakisita-(La), vanadoandrosita-(Ce), uedaïta-(Ce), epidota-(Sr), al·lanita-(Nd), ferrial·lanita-(La), åskagenita-(Nd), zoisita, macfal·lita, sursassita, julgoldita-(Fe2+), okhotskita, pumpel·lyita-(Fe2+), pumpel·lyita-(Fe3+), pumpel·lyita-(Mg), pumpel·lyita-(Mn2+), shuiskita, julgoldita-(Fe3+), pumpel·lyita-(Al), poppiïta, julgoldita-(Mg), ganomalita, rustumita, vesuvianita, wiluïta, manganovesuvianita, fluorvesuvianita, vyuntspakhkita-(Y), del·laïta, gatelita-(Ce) i västmanlandita-(Ce).

## Formació i jaciments
Va ser descoberta al mont Balchen, dins la serralada Sør Rondane, a la Terra de la Reina Maud (Antàrtida). També ha estat descrita posteriorment als Estats Units, Finlàndia, Suècia, França, Romania, Rússia i la República Popular de la Xina.